# Quadrilha dos Dalton
A Quadrilha dos Dalton foi um grupo de foras-da-lei que agiu no Velho Oeste americano no período de 1890-1892. Eram especializados em roubar bancos e trens. Houve relatos de que cavalgaram juntos dos irmãos Younger, parceiros de Jesse James, mas agiam independentemente da Quadrilha dos James-Younger.

## Início
A família dos Dalton era do Condado Jackson, Missouri. Lewis Dalton manteve um saloon em Kansas City, Kansas e se casou com Adeline Younger, tia de Cole e Jim Younger. Em 1882, a familia morava no noroeste de Oklahoma, então chamado de Território Indígena e em 1886 eles se mudaram para Coffeyville, sudeste do Kansas. Treze dos quinze filhos do casal, sobreviveriam até a maioridade.
Os Daltons eram fazendeiros e suspeita-se que a ferrovia tenha "tomado" as terras da família, fato que teria dado início a senda de crimes dos Irmãos Dalton, combinado a outras tragédias, particularmente, a morte de Frank Dalton.

## Homens da lei
Um dos filhos dos Dalton, Frank, era um delegado federal que foi morto num tiroteio em 1887. Frank era equilibrado e respeitado e com isso conseguia manter os outros irmãos na linha. Ele foi morto ao perseguir um ladrão de cavalos dentro do Território Indígena. Ao avistar o suspeito em 27 de novembro de 1887, houve o tiroteio. Como resultado, Frank e dois bandidos morreram, enquanto seu auxiliar ficou ferido. Uma semana depois, em 3 de dezembro de 1887, o mesmo suspeito foi confrontado por outro homem da lei, seguindo-se novo tiroteio. O delegado, chamado Ed Stokley  atirou e matou o bandido mas também acabou por morrer. 
Talvez como vingança pelo assassinato de Frank, os três irmãos mais jovens—Gratton "Grat" Dalton  (nascido em 1861), Bob Dalton (nascido em 1869) e Emmett Dalton (nascido em 1871)— se tornaram homens da lei. Mas em 1890, os irmãos já tinham mudado de lado e se tornado bandidos, logo após não terem sido pagos. Bob sempre foi selvagem e matou um homem pela primeira vez aos dezenove anos de idade. Ele era auxiliar de delegado e alegava que matara o homem no cumprimento do dever. Alguns suspeitavam que a vítima tinha tentado tirar a namorada dele. Em março de 1890, Bob foi acusado de contrabandear bebida alcoólica dentro do Território Indígena, mas não apareceu para o julgamento. Em setembro de 1890, Grat foi preso por roubar cavalos — um crime capital—mas conseguiu escapar da forca. Desacreditados como homens da lei, os Daltons formaram então sua primeira quadrilha.

## Foras-da-lei
Bob recrutou George "Bitter Creek" Newcomb, Charley Pierce e Blackfaced Charlie Bryant que se juntariam a Emmett. Bryant tinha o apelido que significava "Cara Preta" devido a uma queimadura de pólvora no rosto. Grat fora visitar seu irmão Bill na Califórnia quando a gangue fora formada e se juntaria a mesma mais tarde. Outros quadrilheiros foram Bill Doolin, Dick Broadwell e Bill Power. O primeiro roubo da quadrilha foi uma casa de jogos em Silver City, Novo México.
Em 6 de fevereiro de 1891, após Jack Dalton ter se juntado aos irmãos na California, os passageiros da Estrada de Ferro do Sudeste do Pacífico foram assaltados. Os Daltons foram acusados do roubo mas as provas eram poucas. Jack fugiu e Bill foi inocentado mas Grat foi preso, condenado a vinte anos de cadeia. Conta-se que Grat foi algemado a um dos auxiliares de xerife enquanto outro os acompanhavam dentro do trem. Após a locomotiva percorrer alguma distância, um dos policiais adormeceu enquanto o outro conversava com os passageiros. Naquele dia quente, todas as janelas do vagão estavam abertas. De repente, Grat saltou e atravessou uma das janelas. Ele caiu no Rio San Joaquin, desaparecendo sob as águas. Grat provavelmente roubou a chave das algemas do homem adormecido e devia saber que o trem estava na ponte, pois se tivesse se jogado ao solo, certamente seria morto. Grat encontrou seus irmãos e juntos voltaram para Oklahoma.
Entre maio de 1891 e julho de 1892, os irmãos Dalton roubaram quatro trens no Território Indígena. Em 9 de maio de 1891, foi roubado um trem da Santa Fé em Wharton (atual Perry, Oklahoma). Conseguiram poucos dólares. Ao passarem por Orlando, eles roubaram oito ou nove cavalos. Perseguidores foram atrás da quadrilha, mas os bandidos conseguiram fugir.
Quatro meses depois a Quadrilha dos Dalton roubou dez mil dólares de um trem em Lillietta, Território Indígena. Em junho de 1892, eles pararam outro trem Santa Fé, em Red Rock, Oklahoma. Blackfaced Charley Bryant e Dick Broadwell dominaram o maquinista e o foguista da locomotiva. Bob e Emmett Dalton junto com Bill Power foram até os vagões de passageiros, roubando-os. Bill Doolin e Grat Dalton subiram no vagão expresso e jogaram o cofre para fora do trem. Houve pouco lucro nesse roubo—alguns poucos dólares no cofre e alguns relógios e jóias dos passageiros. A quadrilha se dispersou depois do roubo de Red Rock e pouco tempo depois Blackfaced Charley foi capturado pelo Delegado Ed Short . Ao ser arrastado para a cadeia em Wichita, Kansas, Blackfaced pegou a arma de um guarda da ferrovia e atirou no delegado Short, que reagiu ao fogo. Se mataram um ao outro.
A quadrilha reapareceu em julho em Adair, Oklahoma, proximo da divisa com Arkansas. Eles se dirigiram para a estação de trem e saquearam o cofre e o compartimento das bagagens. Depois se sentaram na plataforma, conversando e fumando com seus rifles Winchester sobre os joelhos. Quando o trem das 9:45 da noite chegou, eles o roubaram também. Os guardas dessa composição, por alguma razão, estavam todos no último vagão. Eles abriram fogo contra os bandidos.Mais de 200 balas foram disparadas. Ninguém dos Dalton foi ferido. Três guardas foram alvejados e um médico da cidade acabou morrendo, atingido por uma bala perdida. Os ladrões fugiram, provavelmente se escondendo em uma das inúmeras cavernas próximas a Tulsa, Oklahoma.

## Ladrões de bancos

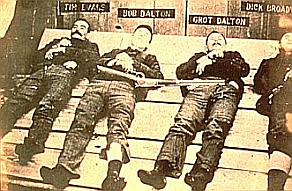
Da esquerda para a direita: Bill Power; Bob Dalton; Grat Dalton e Dick Broadwell

A quadrilha poderia continuar a roubar apenas trens mas Bob Dalton queria ficar mais famoso do que Jesse James. Em 5 de outubro de 1892, a Quadrilha dos Dalton tentaria fazer algo que nem mesmo James conseguira: roubar dois bancos em plena luz do dia. Os alvos eram o banco da C.M. Condon & Company e o First National Bank, ambos em Coffeyville, Kansas. Entraram na cidade usando barbas postiças mas mesmo assim foram identificados por um dos moradores.  
Enquanto a quadrilha estava ocupada realizando os roubos, os moradores se armaram e se prepararam para uma verdadeira batalha. Quando os bandidos sairam dos bancos, o forte tiroteio foi deflagrado. Ao começarem os tiros, o xerife Charles Connelli correu para a rua e foi atingido e morto. . Antes de cair ele matou um dos membros da quadrilha. No final, Grat Dalton, Bob Dalton, Dick Broadwell e Bill Power estavam também mortos. Emmett Dalton recebeu vinte e três tiros mas sobreviveu. Ele foi aprisionado na penitenciária de Lansing, Kansas, onde ficou por quatorze anos até ser perdoado. Ele foi para a Califórnia e se tornou um agente imobiliário, escritor e ator. Morreu em 1937 aos 66 anos de idade. Bill Doolin, "Bitter Creek" Newcomb e Charlie Pierce foram os únicos sobreviventes da quadrilha, pois não participaram do assalto em Coffeyville. Especulou-se depois que haveria um sexto homem cuidando dos cavalos dos bandidos e que teria conseguido escapar. Diziam que era Bill Doolin. Mas isso nunca foi confirmado.
Emmett Dalton disse anos depois do assalto e após sair da prisão, que o delegado Heck Thomas fora o fator chave em sua decisão de cometer os roubos. Segundo Emmett, Thomas perseguia a gangue obstinadamente, fazendo-os se moverem constantemente. Com o dinheiro que esperavam conseguir nos dois bancos, os quadrilheiros planejavam deixar o território por algum tempo.

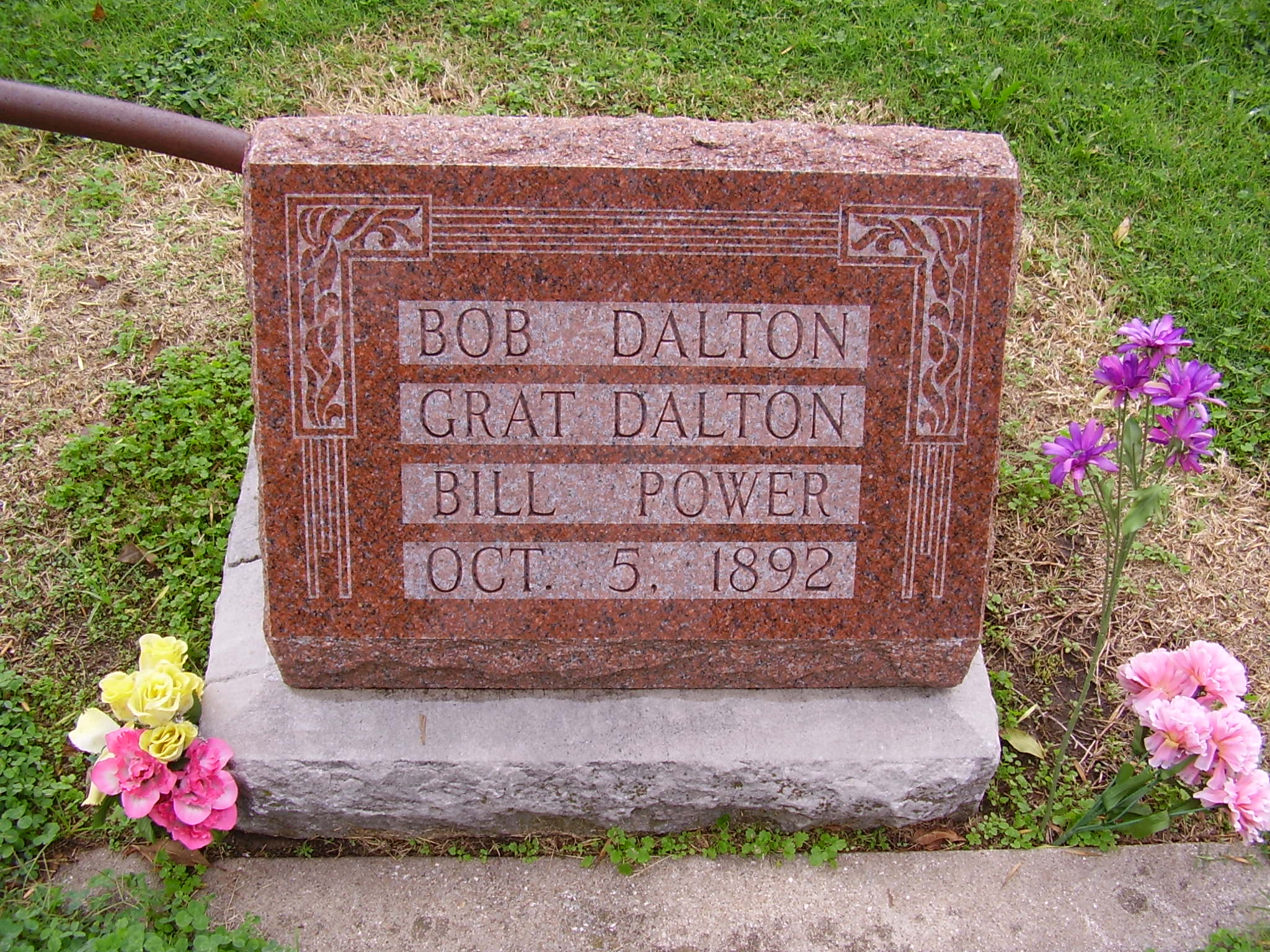
Cova dos Dalton em Coffeyville, Kansas

## Cultura popular
- Grande variedade de filmes foi feito nos anos de 1940 sobre os Dalton: When the Daltons Rode era protagonizado por Randolph Scott, Broderick Crawford e Brian Donlevy.

- The Cimarron Kid (1952) teve Audie Murphy como Bill Doolin.

- Irmãos Dalton da série Lucky Luke, são primos ineptos dos Irmãos Dalton da vida real.

- Três "Dalton Gangs" criadas pela Hanna-Barbera aparecem em várias produções animadas.
- Doolin-Dalton foi tema de musicas da banda Eagles